# مير حسين بك الثالث
مير حسين بك بن علي بك (ولد عام 1829 وتوفي عام 1879) كان من زعماء اليزيدية، فهو الأمير التاسع لشيخان وجميع اليزيديين حتى وفاته.
خلف عمه مير جاسم بك في زعامة اليزيديين.
خلفه ولداه مير ميرزا ومير علي في زعامة اليزيدية، وله من الأولاد أيضا بديع وعبدي.